# Dolmen im Frostrup Skov

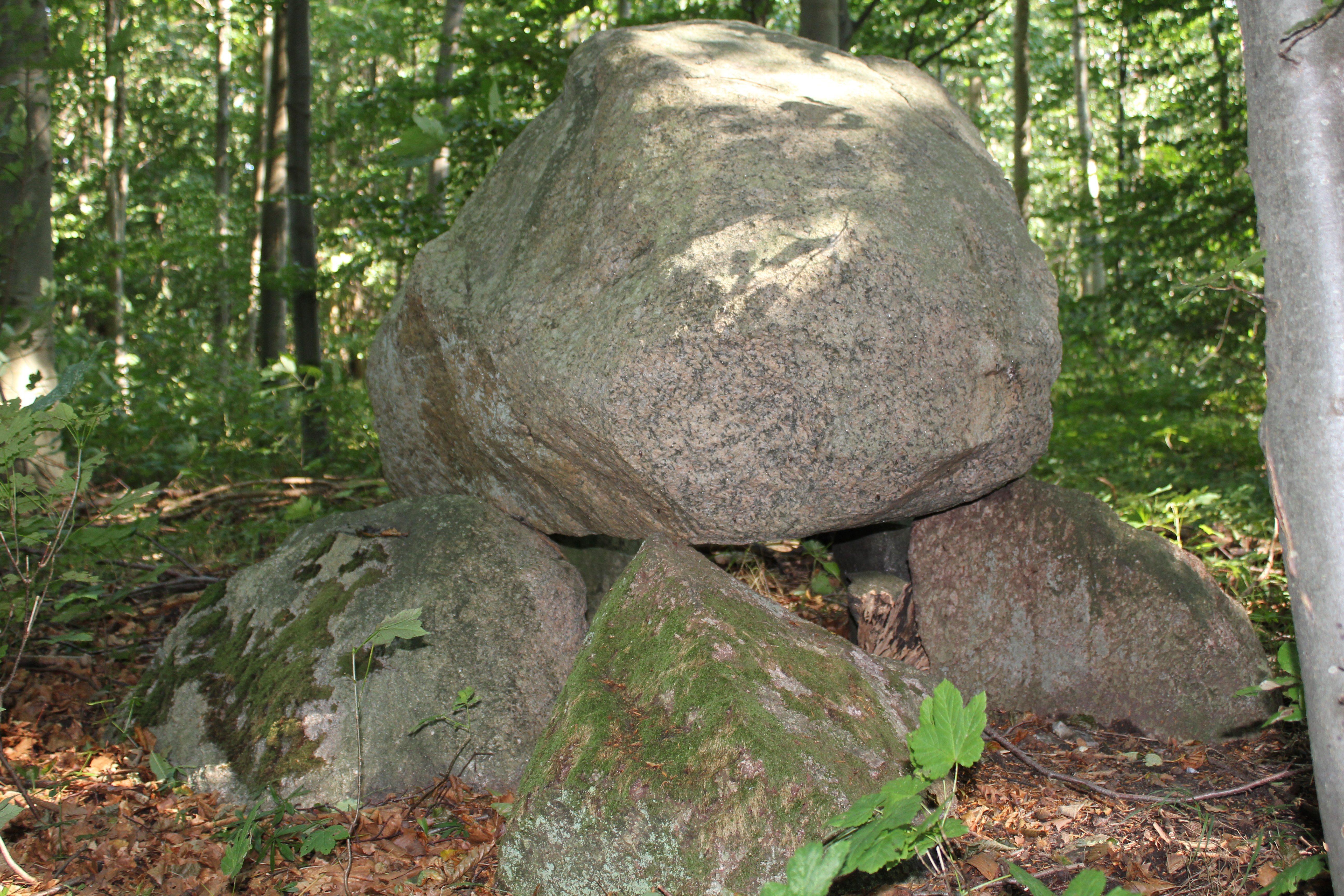
Dysse im Frostrup Skov

Der Dolmen im Frostrup Skov (auch Birket Runddysse genannt) liegt nördlich von Kettinge, am Südrand des Waldes von Frostrup im äußersten Süden von Toreby auf der dänischen Insel Lolland. Der Dolmen stammt aus der Jungsteinzeit etwa 3500–2800 v. Chr. und ist eine Megalithanlage der Trichterbecherkultur (TBK).
Der Hügel um den Dolmen ist ein flacher Erdhügel von 5 bis 6 m Durchmesser. Die Kammer besteht aus fünf Orthostaten, von denen drei tragen. Die Tragsteine sind ziemlich klein und nach innen geneigt. Zwei Tragsteine sind rechteckig und aus Porphyr. Der fast 2,0 m lange, 80 cm breite Deckstein ist etwa 1,0 m hoch. Seine Unterseite ist flach. Die Kammer ist etwa 1,0 m lang. Ihre ursprüngliche Breite der Zugang und der Typ der Anlage sind nicht zu bestimmen. 
In der Nähe liegen der Runddysse von Toreby und der Toreby Barneshøj.